# Abenteuer Airport
Abenteuer Airport ist eine deutsche Fernsehserie, die Anfang der 1990er Jahre als dritte Flughafen-Fernsehserie im deutschen Fernsehen lief (nach der ZDF-Serie Zwischen den Flügen von 1973 und dem 1986 im Fernsehen der DDR gesendeten Treffpunkt Flughafen). Das Drehbuch der Serie schrieb Felix Huby.

## Allgemeines
Mit über 12 Millionen Zuschauern legte die Pilotfolge einen fulminanten Erfolgsstart hin. Jedoch ebbte das Interesse an der Serie im Laufe der Zeit ab. Über die Gründe dazu kann nur spekuliert werden; möglicherweise wurden die spannenden Elemente der Serie zu stark ausgereizt. So kam in zahlreichen Folgen beispielsweise eine Flugzeugentführung (Mogadischu-Mann, Notlandung, Die lange Nacht) bzw. Geiselnahmen (Doppeltes Spiel, Das Attentat, Der letzte Flug, Notlandung) vor; weitere Spannungselemente waren Notlandung mit Crash, Ehekrise mit Folgen, Waffenschmuggel mit Mord, Überfall und Erpressung, Urkundenfälschung, Attentat, arabische Killer im Einsatz, Kidnapping.
Hansjörg Felmy äußerte später, dass ihm die unkoordinierte Zusammenarbeit bei den Dreharbeiten etwas missfiel; insbesondere dass bis zu acht Autoren gleichzeitig mitwirkten, empfand er negativ. Würde er nochmal das Angebot bekommen, bei der Serie unter denselben Bedingungen mitzuwirken, würde er dies ablehnen.
Über seine Rolle als Flughafenchef sagte Ezard Haußmann später, dass sie ihm wie maßgeschneidert vorkam. Zitat: „Und ‚Abenteuer Airport‘, die ich bereits im Westen drehte, war vielleicht aus heutiger Sicht eine der letzten guten Fernsehserien.“
In den 12 produzierten Folgen wurde an Spezialeffekten gespart. Fast keine Szene im Flugzeug hat einen überzeugenden Hintergrund im Fenster (nur Nebel).

## Inhalt
In der Serie Abenteuer Airport dreht sich alles um einen deutschen Großflughafen, wo sich politische Intrigen, Attentate sowie Waffenhandel und Drogenschmuggel konzentrieren. Carsten Wolf, Verkehrsleiter und stellvertretender Flughafenchef, und Charly Kapitzki, Leiter der technischen Dienste, bilden ein Team, das jede Herausforderung meistert. Carsten Wolf hat jedoch nicht nur beruflich, sondern auch privat jede Menge Probleme zu lösen – so zum Beispiel die Ehekrise mit seiner Frau Vera, die sich vernachlässigt fühlt, nicht zuletzt aufgrund der Affäre mit Flughafenärztin Dr. Hanna Giese, die Wolf aufrechterhält. Auch sein Sohn Kai fällt Wolf in den Rücken, indem er sich einer Demonstrationsgruppe anschließt, die sich gegen den wichtigen Flughafenausbau wendet.

## Flughafen Düsseldorf
Drehort der Serie war der Flughafen Düsseldorf. Die teilweise aufwändigen Dreharbeiten mussten des Öfteren nach Betriebsschluss absolviert werden, um den regulären Flughafenbetrieb nicht zu stören. Die Flughafenleitung Düsseldorf unterstützte jedoch fortwährend die Dreharbeiten.
Der Flughafen Düsseldorf hatte schon lange vor den Dreharbeiten mit Problemen in Bezug auf den Ausbau einer neuen Start- und Landebahn zu kämpfen. Bereits in der ersten Abenteuer-Airport-Folge wurde dem Zuschauer deutlich gemacht, dass ein Ausbau des Flughafens dringlich sei: Eine DC-10 rutschte nach Vogelschlag im Triebwerk bei Regenwetter über die Landebahn hinaus. Was das für den Flughafenverkehr in Düsseldorf bedeutet, machte Carsten Wolf (Ezard Haußmann) im Dialog mit Charly Kapitzki (Hansjörg Felmy) deutlich, als sich die Bergung der DC-10 verzögerte: „Geht die Bergung endlich voran? Du weißt doch, was jede Minute Verzögerung kostet?“ „Was kann ich dafür, dass ihr seit Jahren nicht für eine zweite Startbahn sorgt?“
Im Verlauf der Serie wurde den Zuschauern dann das Dilemma mit den Umweltschützern, die den Ausbau des Flughafens blockieren, vor Augen geführt. Verkehrsleiter Carsten Wolf fällt dabei sein eigener Sohn (Martin May) in den Rücken, indem er mit Startbahngegnern zusammen demonstriert.
Der Höhepunkt in der Story fand dieses Thema dann in der Folge Diamantenlady, als ein fanatischer Startbahngegner eine Bombe im Flughafentower platzierte. In der Realität fand so etwas jedoch nie statt.

## Gaststars
Zahlreiche deutsche Fernsehschauspieler erhielten in „Abenteuer Airport“ eine Gastrolle (unvollständige Auswahl):
Dieter Eppler (Flughafendirektor Tiedemann), Eberhard Feik (Reiner Brasch), Franz Boehm (Polizeichef Bergmann), Rolf Zacher (Brenner), Tilo Prückner (Gustav Kahlke), Dieter Pfaff (Privatdetektiv Pollack), Heinz Hoenig (Christian Pahr), Ulrike Kriener (Brigitte Pahr), Anja Franke (Schwester von Brigitte Pahr), Wolf-Dietrich Berg (Einsatzleiter Kramer), Guido Gagliardi (Giuseppe Gmbiano), Orhan Güner (Hassan Samir), Kostas Papanastasiou (Harras Mouhan), Klaus Mikoleit (Dr. Müller-Holwein), Isolde Barth (Harriet Colby), Axel Pape (Pit), Günther Maria Halmer (Hans Christensen), Barbara Adolph (Iris Christensen), Wolf-Dietrich Sprenger (Prediger Niesswitz), Eva Brumby (Nonne), Dieter Prochnow (Kriminalhauptkommissar Kohnke), Roswitha Schreiner (Anja Schneider), Ernst Petry (SEK-Beamter Müller), Ralph Herforth (Ulrich Kanowski), Walter Gontermann (Seitz).

## Episodenliste
Die Erstausstrahlung der Serie war vom 9. September 1990 bis 26. November 1990 auf dem deutschen Sender Das Erste zu sehen. Erstmals seit 2004 wiederholt die ARD auf dem Sender ONE ab dem 17. November 2020 die komplette Serie.
| Nr. | Originaltitel            | Erstausstrahlung |
| --- | ------------------------ | ---------------- |
| 1   | Doppeltes Spiel (Teil 1) | 9. Sep. 1990     |
| 2   | Doppeltes Spiel (Teil 2) | 9. Sep. 1990     |
| 3   | Der Coup                 | 10. Sep. 1990    |
| 4   | Das Attentat             | 17. Sep. 1990    |
| 5   | Ein Koffer voller Dollar | 24. Sep. 1990    |
| 6   | Mogadischu-Mann          | 1. Okt. 1990     |
| 7   | Weißes Gift              | 8. Okt. 1990     |
| 8   | Der letzte Flug          | 15. Okt. 1990    |
| 9   | Diamantenlady            | 22. Okt. 1990    |
| 10  | Alte Freundschaft        | 29. Okt. 1990    |
| 11  | Notlandung               | 5. Nov. 1990     |
| 12  | Die lange Nacht          | 19. Nov. 1990    |
| 13  | Rettungsflug             | 26. Nov. 1990    |

## Weitere Crew
- Ton: Udo Steinke
- Ausstattung: Frank Polosek
- Kostüm: Corinna Dreyer
- Produktionsleitung: Richard Rasky
- Herstellungsleitung: Klaus Gotthardt
- Redaktion: Jörn Klamroth (WDR)

## DVD-Veröffentlichung
Die Serie wurde am 26. November 2010 in einer Komplettbox mit allen 13 Folgen von in-akustik GmbH & Co. KG auf DVD veröffentlicht.